# Matej Centrih
Matej Centrih, slovenski nogometaš, * 5. september 1988.
Centrih je nekdanji slovenski profesionalni nogometaš, ki je igral na položaju branilca. V svoji karieri je igral za slovenske klube Celje, Šentjur, Interblock in Radomlje, avstrijska SG Drautal in DSV Leoben, nemško Germanio Halberstadt in norveški Egersunds. Skupno je v prvi slovenski ligi odigral 57 tekem in dosegel en gol. Bil je tudi član slovenske reprezentance do 17, 18 in 19 let. 